# Baronies Gascones
Les Baronies Gascones, (en occità: Baronias Gasconas) és un parçan o comarca d'Occitània situada a la Gascunya. La seva vil·la principal és Borg de Bigòrra.
Segons la proposta de divisió territorial d'Occitània del diari Jornalet, basada en l'obra de Frederic Zégierman Le Guide des pays de France, les Baronies Gascones estarien ubicades a la regió de la Gascunya, subregió de la Bigorra.
Es troben en un triangle entre Tornai, Banhèras de Bigòrra i Lanamesa. És una comarca de peu de muntanya situada entre els primers cims de la cadena pirenaica i l'altiplà de Lamanesa. Oficialment, les comunes de les Baronies Gascones estan adscrites administrativament i situades al centre del departament francès dels Alts Pirineus, a la regió administrativa d'Occitània.